# تله‌کابین قسنطینه
تله‌کابین قسنطینه (عربی: تيليفيريك قسنطينة) یک بالابر هوایی و یکی از شبکه‌های حمل و نقل مدرن است که به شهر قسنطینه، الجزایر می‌رود و توسط حمل و نقل شهری و نیمه شهری شهر قسنطینه اداره می‌شود. طول آن ۱٫۵۰۶ متر است و دو قله دره تپه‌های شنی الرعل را در ارتفاع ۷۰۷ متری به هم وصل می‌کند.

## تاریخچه
برنامه‌ریزی طرح تله‌کابین قسنطینه در سال ۱۹۸۳ برای کاهش بحران حمل و نقل در شهر پل‌های قسنطینه و بر فراز پل معلق آغاز شد که امکان انتقال ۱۰۰ هزار شهروند را در منطقه شمالی شهر و نیز کارگران بیمارستان دانشگاه عبد الحمید ابن بادیس را فراهم می‌کند. بنیاد مترو الجزایر مناقصه را برای انتخاب شرکتی که مسئول ساخت و ساز آن بود، برگزار کرد و شرکت سویسی گرافنتا (Grafanta) با شرکت ملی سابکا (Sabca) انتخاب شد. ساخت و ساز در سال ۲۰۰۶ آغاز شد و در سال ۲۰۰۸ تکمیل شد. سپس در ژوئن ۲۰۰۸ افتتاح شد و دارای ۳۳ کابین جداشدنی با ۱۵ صندلی است که این دو ترمینال را در ۸ دقیقه به هم متصل می‌کند و می تواند تا ۲۰۰۰ نفر را در ساعت جابه جا کند.

## مشخصات
خط تله‌کابین قسنطینه در فاصلهٔ ۱۵۰۶ متری بین تپه‌های ماسه‌ای در ارتفاع ۷۰۷ متری از محله ططاش بلقاسم در شرق به محله امیر عبدالقادر امتداد می‌یابد که به مسافران اجازه می‌دهد از منظر زیبای دره شن و ماسه اتا بیمارستان دانشگاه ابن بادیس لذت ببرند. این یک میانبر بواسطه حمل و نقل هوایی بشمار می‌آید که باعث کاهش ترافیک موجود در پل معلق می‌گردد.

## ایستگاه‌ها

### ایستگاه طانوجی (کوی امیر عبد القادر، ایستگاه موتوری)
- ارتفاع :۷۰۷ متر.
- مساحت کلی: ۲۴۸۰ م².
- مساحت ایستگاه: ۱۶۸۰ م².
- مساحت پارکینگ خودروها: ۸۰۰ م².

### ایستگاه بیمارستان دانشگاهی ابن بادیس (ایستگاه واسطه)
- - ارتفاع: ۶۷۵ متر.
- - مساحت کلی: ۱۸۲۰ م²

### ایستگاه میدان ططاش (ایستگاه سیگنال)
- - ارتفاع: ۶۱۹٬۲۹ متر
- - مساحت کلی: ۱۷۰۰ م²
- - مساحت ایستگاه: ۱۴۰۰ م²
- - مساحت پارکینگ خودروها: ۳۰۰ م²

## طول خطوط
- طول خط کوی أمیر عبد القادر- بیمارستان دانشگاهی ابن بادیس: ۴۲۵ متر.
- طول خط بیمارستان دانشگاهی ابن بادیس- کوی میدان ططاش: ۱۰۹۲ متر.

## نگارخانه

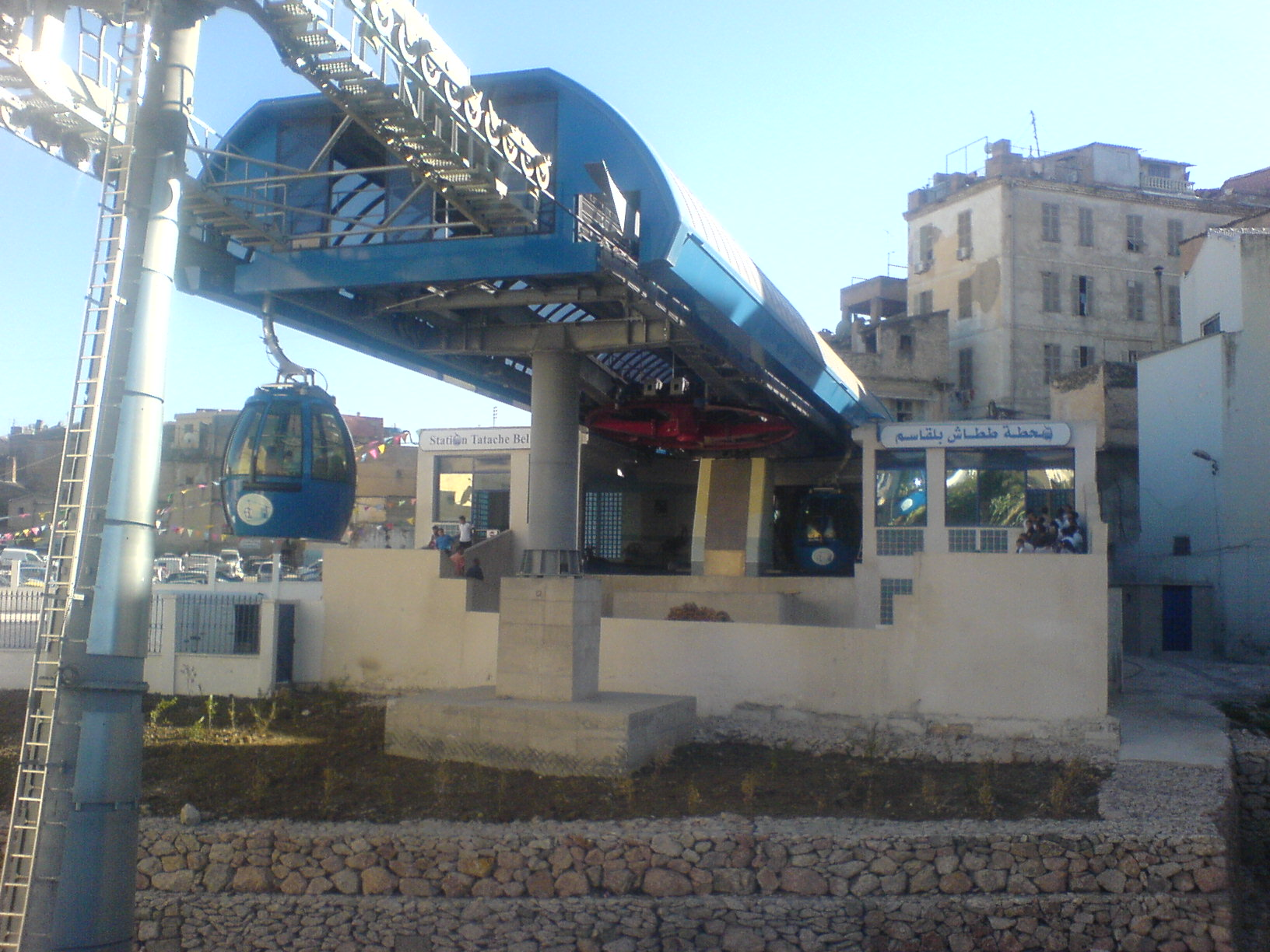
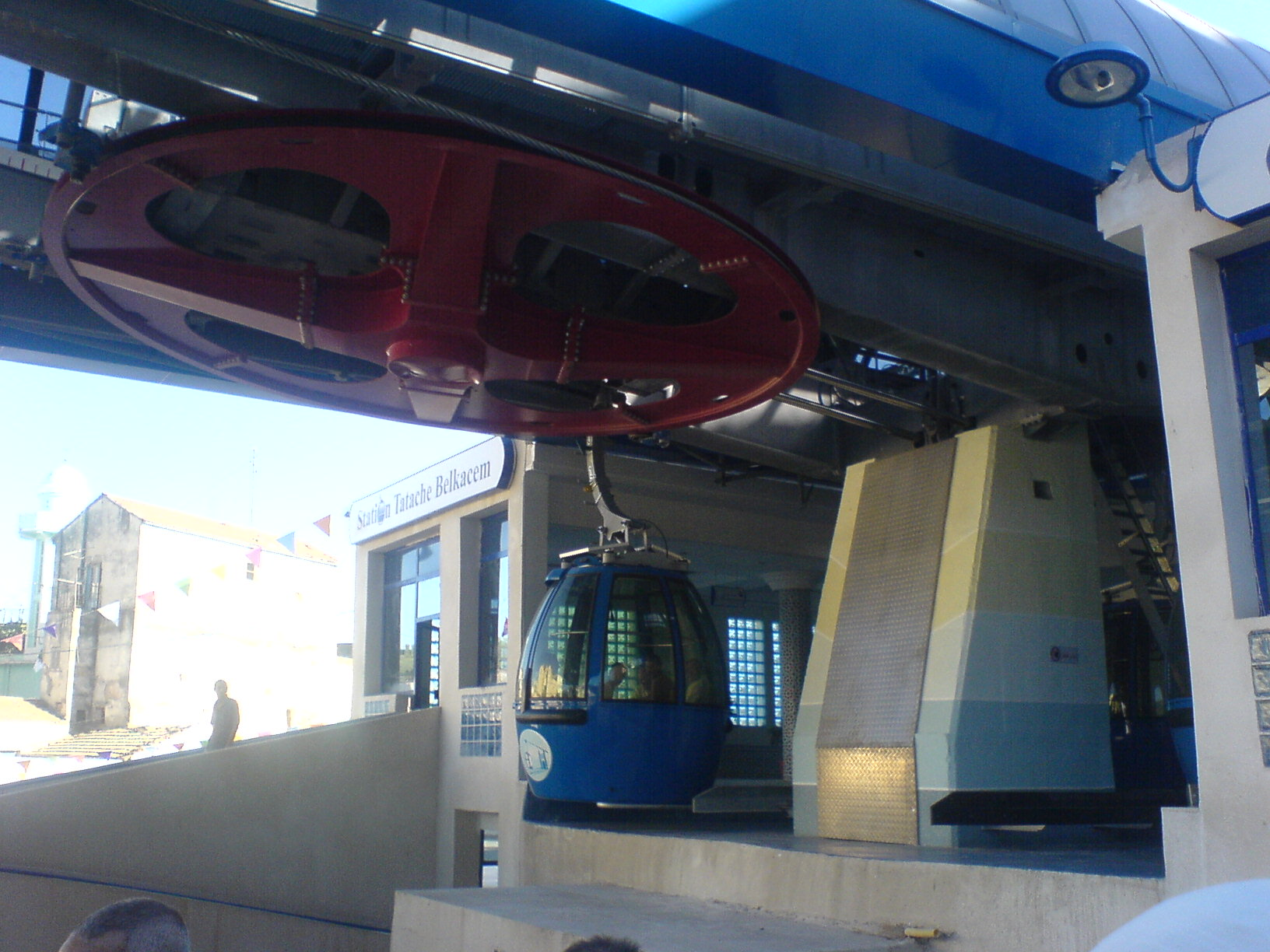